# 瘋女十八年
《瘋女十八年》（臺羅：Siáu-lú Tsa̍p-peh-nî）是台湾的一个著名的民间故事，講述臺南西港的一名黃姓女子因故精神異常，被送入佛寺，最後被囚禁於籠內長達十八載的悲慘故事。

## 故事原型[1]
故事原型來自臺南縣西港鄉（今臺南市西港區）地區，最早是被《中華日報》記者披露，指一名已婚女子黃藏（「藏」，即鬃的異體字，有時被寫為黃𣮤），因丈夫拋棄而發瘋，被關在佛寺內受虐。

十八年人間地獄—記一位可憐的女人
【本報記者 衛蕾】臺南縣西港鄉西港國校的對面，有一座廟宇，叫做信和寺，這幾天正是烟香嬝嬝，善男信女絡繹不絕。但誰也沒注意到在信和寺後園中，囚禁著一個女人，她所過的是令人不忍卒覩的活地獄生活。
信和寺的後園，是一片綠油油的菜園，種植著各種扁豆蔬菜，靠園的東北角，搭著一個高約二公尺，長寬各一公尺的竹柵草棚，這些竹柵圍起來正像動物園裡關閉野獸的籠子，從寺廟遙望那個竹棚，你會以為那裏是一所最下級的豬欄，你絕不會想像到就在這豬欄不如的地方，卻有一個女人十八年來一直被囚禁在裡面，這個女人在十八年前原是一位聰明活潑的時代女性。
這故事要遠溯到四十五年以前了。話說臺南縣永樂村有一家以耕田為業的黃老夫婦，膝下有個女兒名叫黃，生得聰明伶俐活潑可愛，那時候正還流行著童養媳制度，於是好多人便來說媒，黃在三歲的時候便被張家要去作童養媳，與她的小丈夫張吉，兩小無猜，生活也過得蠻愉快。張吉的父母因為喜愛她，特地讓她去念書，由於她的努力和聰明，在學校裏成績總是名列前茅，黃對讀書極有興趣，所以當她在公學校六年畢業後，便要求繼續升學，但張家兩老看小媳婦出落得如此漂亮，便急急於命令與兒子張吉成婚，左鄰右舍都知道黃的賢慧，所以在成婚後，黃料理家務，侍奉翁姑，頗得家庭之樂，許多人都羨慕著張吉的喆福，但卻好景不常。
張吉在當時總算家裡還有一點錢，飽暖之餘，便不免涉足花叢，不久即移情別戀，交上一位酒家女侍。開始的時候，張吉對家裡還略隱瞞，但過後即公開把新歡迎娶進門，這對黃自然是絕大的打擊。黃是一位內向的賢慧婦人，她對丈夫的作為不敢作聲，而且表面上還得被迫處處敷衍丈夫的新歡，這在內心的苦楚是難以形容的。她在廿三歲的時候，生了個孩子名叫阿丁，但仍不能挽回丈夫的愛情，此種積蓄在內心的抑鬱，使她的健康逐漸轉壞，那時阿丁才四歲。她在病中曾對她丈夫的新歡說：「我的兒子還小，希望你好好照顧他」，這是她當時心碎的話，其後由於刺激加深，便逐漸神經錯亂。
這一頁的傷心淚史，便是這位「瘋女」的由來，但誰會想她「發瘋」之後，還要遭受這種苦刑，十八年了，這漫長的歲月便一直伴著這豬欄也似的竹柵，連走動一步都不能，只要去信和寺後園參觀過的人，恐怕沒有人不為她一掬同情之淚。據說在她開始神經錯亂的時候，鄰人曾為她請「神明」來趕鬼，趕了幾天沒有見效，於是「神明」說這是前生註定的，無可醫治，也於是她被送上信和寺，來領受這「註定」的折磨。
黃的丈夫和新歡現在仍舊住在臺南市，阿丁今年已經廿三歲了，在臺南市場幹賣魚的生意，也討了太太，生了三個孩子，可是也沒什麼錢。
「瘋女」關在竹柵裏，算是靜得像一塊石塊，她內在的賢慧個性仍然沒有改變，她不太肯說，祇是有時還會喃喃著一句話：「我要去繼續念書！」這是她在結婚前的一個志願，十八年的囚禁生活還沒有使她忘卻。你說她算瘋了嗎？當她的兒子阿丁偶而去探望她的時候，她卻認得清清楚楚，臉上也依稀會露出一絲笑意。

「瘋女」！她犯了罪嗎？不，但是她現在卻受盡苦難，被剝奪了人類最低限度的生存條件，而且這種苦獄還要繼續忍受到死神的光臨，這實在是不人道的，有關慈善和救濟的機關難道不應該出來作適當處理，讓她也享受一點人間的溫暖嗎？——中華日報，1956年5月4日星期五，第四版
2011年，黃藏的妹妹黃烟接受中國時報專訪，說黃藏是張家的童養媳，後來嫁予「蚯蚓仔」的張姓丈夫。丈夫娶了側室後，黃藏離家修道，但並無發瘋，由於黃藏父親黃前是西港區「信和寺」的住持，因此將女兒黃藏留在寺內。黃烟說，「我與姊姊很投緣，經常一起談心，那時姊姊還很正常，從未抒發對夫家的不滿。」後來黃藏精神異常，還對別人有攻擊行為，佛寺只好對黃女行為約束，以便不傷及附近鄰居，一開始將她關在竹籠內，但後因各種電影放映後，寺方承受壓力，再改建成磚瓦屋，讓黃女住在裡面。黃烟並談到黃藏「雖然一生坎坷，但生性樂觀，從未對夫家有怨言，跟電影演的有出入」。黃藏修道之後，受邀到民家施法驅魔，據傳那個邪靈很凶惡，有人勸阻黃藏，但黃藏執意前往，回來兩、三天就發病，開始無法認人、不時傻笑，頭髮蓬鬆，甚至會攻擊別人，看了好幾家醫院都無效。黃藏唯一的兒子張阿濱早已因中風往生，而黃女的子孫還曾到西港尋根，並在「信和寺」內找到黃藏的骨灰與靈位。

## 1957年電影版
為1957年由白克導演攝製的知名台語電影，演員則是後來因此片走紅的小艷秋，當時是全台語發音的黑白片。因為極為賣座，至今《瘋女十八年》在隨後常被翻拍重拍，並常被引用於精神方面疾病解釋。
第一次將它搬上銀幕的白克導演表示：「《瘋女十八年》的素材，得自今年 (1956年) 五月四日南部中華日報的一篇新聞特寫：「十八年人間地獄」這篇報導寫的極為出色，而更可貴的是全篇充滿著人情味，試想：一個廿三歲的少婦在木籠中櫛風沐雨，蟒蛇相侵而得以不死，整整被囚十八年，甯非慘絕人寰的悲劇？奇怪的是：在報紙沒有發表以前，有人看見過這個瘋婦，卻好像司空見慣，並未當做回事，及至照片和新聞大字刊載在報端的時候，才忽然「轟動」起來；後來，這個瘋婦終於被救出來了，一位仁慈的救濟院長接她住院治療，許多「小人物」如下女，三輪車伕之流也都紛紛自動捐款慰問；這個社會是多麼冷酷，同時又多麼富有人情味，電影原是反映人生，這個可憐的瘋女，不是最現實的電影故事嗎？ 」

## 1979年電影版
《瘋女十八年》，1979年電影，由徐天榮導演攝製，這時原來的當事人即當年報載被關在佛寺的婦人，已過世一年。但在1979年6月底發行前夕，當事人的兒子張阿濱以存證信函告知導演，要求中止拍攝與上映，存證信函中表示，當年她母親的遭遇見諸報端之後，給予他們家相當大的困擾，當時他感覺非常痛苦，現在事過廿多年，他本已時過境遷，痛苦稍淡，現在知道又有人要將故事拍攝電影上映，對現已兒女成群的他，成了新的打擊，因此要求電影導演停拍或另改片名。徐天榮導演數度溝通無效之後，決定更改故事內容和所有角色姓名，但仍保留原片名《瘋女十八年》，電影如期在當年六月卅日上映。
此外，本片乃是由後來以「抗議天王」聞名的柯賜海投資拍攝，他共投資了一千萬台幣。

## 1988年電影版
《媽媽再愛我一次》，1988年電影，由陳朱煌導演攝製，楊貴媚、謝小魚、李小飛主演。此片雖在台灣票房不佳，但在中國上映時卻意外締造萬人空巷的觀影熱潮，成為翻拍此題材中票房最亮眼的一部。超過2億人進戲院看過此片，總票房收入若以現今幣值計算，高達100億人民幣。

## 1988年電視版
1988年，《瘋女十八年》再度改編成影視作品，但這次是以電視連續劇的形式，於8月31日～10月4日在華視播映，當時製作人宋文仲表示，為了避免影響當事人的後裔，故戲裡的演變情節由編劇自由編撰，劇本也較容易自由發揮。

## 1995年電視版
1995年，《瘋女十八年》再度改編成電視連續劇《驚世媳婦》，於5月30日～9月4日在華視播映，製作人同為宋文仲，本劇初期是以《瘋女十八年》為藍本，後來因收視率極佳，電視台決定無限期延長集數，因故事原型內容不足無法再按照原本劇情延續，製作單位為此更改劇情走向，自行添加新編內容，導致後期劇情偏離《瘋女十八年》的故事原型。

## 2002年電視版
2002年，第一劇場再度改編電視連續劇，於7月14日播映。

## 2014年電視版
2014年，戲說台灣再度改編電視連續劇，於3月17～21日播映。

## 外部連結
- 開眼電影網上《瘋女十八年》的資料（繁體中文）
- 时光网上《瘋女十八年》的資料（简体中文）
- 香港影庫上《瘋女十八年》的資料（繁體中文）
- 豆瓣电影上《瘋女十八年》的資料 （简体中文）
- 互联网电影数据库（IMDb）上《瘋女十八年》的资料（英文）